# Chenôves
Chenôves este o comună în departamentul Saône-et-Loire, Franța.

## Evoluția populației
În 2009, comuna avea o populație de 230 de locuitori.

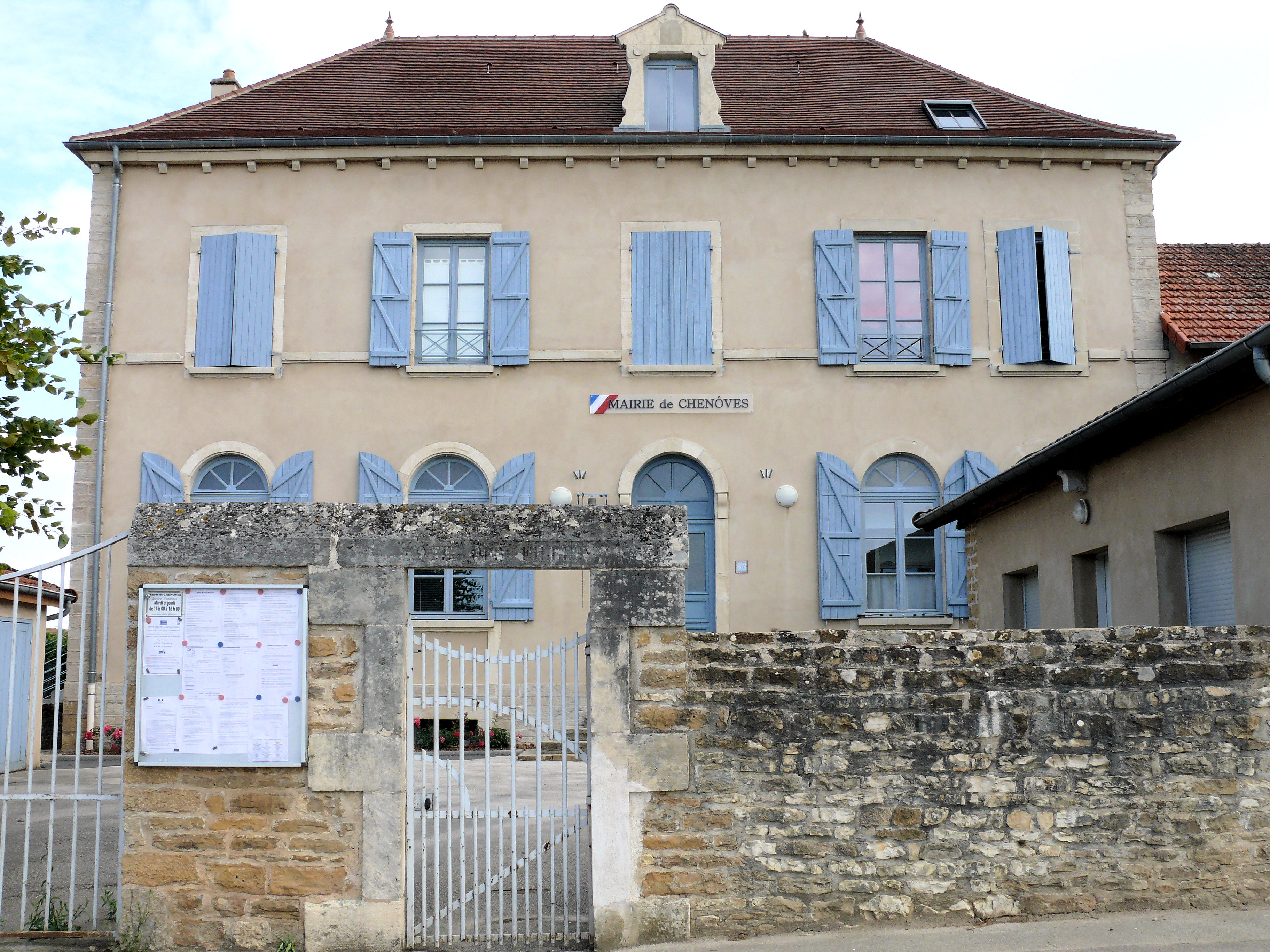
Primăria

| An        | 1975 | 1982 | 1990 | 1999 | 2006 | 2009 |
| --------- | ---- | ---- | ---- | ---- | ---- | ---- |
| Populație | 181  | 176  | 192  | 203  | 215  | 230  |

## Locuri și monumente
- Biserica Saint-Blaise
- Castelul Thil